# Abdullo Tangriev
Abdullo Tangriev, né le 28 mars 1981, est un judoka ouzbek évoluant dans la catégorie des plus de 100 kg (poids lourds) ainsi qu'en toutes catégories. Non récompensé lors de ses premières participations aux Jeux olympiques, le judoka devient vice-champion olympique en 2008 après avoir battu en quart de finale Teddy Riner, une des quatre seules défaites du judoka français chez les séniors. Tangriev est en outre champion du monde toutes catégories en 2011. Il compte également trois autres médailles mondiales.

## Carrière
Tangriev commence sa carrière internationale en 2000. Alors âgé de 19 ans, il évolue dans les catégories juniors où, dès sa première année, il décroche le titre de champion d'Asie juniors et obtient une cinquième place au niveau mondial à Nabeul (Tunisie). C'est pourtant parmi l'élite qu'il s'était distingué auparavant en terminant cinquième lors des championnats d'Asie. Cette performance lui permet d'obtenir sa qualification pour les Jeux olympiques de 2000 organisés à Sydney en Australie. Lors de ces Jeux, il remporte son premier combat puis est éliminé par le Belge Harry Van Barneveld et non repêché à la suite de la défaite de ce dernier lors de ses combats suivants. En 2001, l'Ouzbek participe pour la première fois aux championnats du monde à Munich mais est prématurément éliminé, aussi bien en plus de 100 kg qu'en toutes catégories. Médaillé d'argent aux Jeux asiatiques en 2002 à Pusan, il remporte sa première récompense planétaire lors de Mondiaux en 2003 à Ōsaka en terminant troisième en toutes catégories. Qualifié pour les Jeux olympiques d'Athènes au bénéfice de podiums aux tournois de Paris ou de Moscou, il ne dépasse pas le second tour du tournoi olympique des plus de 100 kg (battu par l'Estonien Indrek Pertelson). 
Non récompensé lors des Mondiaux 2005 du Caire, le judoka se rattrape lors de l'édition 2007 en décrochant le bronze en toutes catégories, sa deuxième à ce niveau. Dans le contexte de préparation olympique, Tangriev obtient deux podiums lors des principaux tournois du début de l'année 2008 à Paris et Hambourg. Lors de ce dernier, il n'échoue qu'en finale face au Japonais Yasuyuki Muneta.
Aux Jeux Olympiques de Pékin en 2008, il élimine le favori de sa catégorie, Teddy Riner, et ne perd qu'en finale, gagnant donc une médaille d'argent pour son pays. Après sa médaille à Pékin, son pays le décore du titre O'zbekiston Iftihori (« fierté de l'Ouzbékistan »).
Le 19 juin 2012 il est contrôlé positif au cannabis et écope de deux ans de suspension qui le prive d'une participation aux Jeux Olympiques de Londres en 2012.

## Palmarès

### Jeux olympiques
- Jeux olympiques de 2008 de Pékin (Chine) : 
  -  Médaille d'argent en plus de 100 kg (poids lourds).

### Championnats du monde
- Championnats du monde 2003 à Ōsaka (Japon) :
  -  Médaille de bronze en toutes catégories.

- Championnats du monde 2005 au Caire (Égypte) :
  - 7e en toutes catégories.

- Championnats du monde 2007 à Rio de Janeiro (Brésil) :
  -  Médaille de bronze en toutes catégories.
  - 7e en plus de 100 kg.

- Championnats du monde 2009 à Rotterdam (Pays-Bas) :
  -  Médaille de bronze en plus de 100 kg (poids lourds).

- Championnats du monde de judo toutes catégories 2011 à Tioumen (Russie) :
  -  Médaille d'or

### Divers
- Principaux tournois :
  - 2 podiums au Tournoi de Paris (3e en 2004, 3e en 2008).
  - 1 podium au Tournoi de Hambourg (2e en 2008).
  - 4 podiums au Tournoi de Moscou (3e en 2003, 1er en 2004, 2e en 2005, 3e en 2006).